# LibreOffice Writer
LibreOffice Writer là một phần mềm soạn thảo văn bản tự do - mã nguồn mở trong bộ ứng dụng LibreOffice và là một phân nhánh của OpenOffice.org Writer. Writer là ứng dụng xử lý văn bản tương tự như Microsoft Word và Corel WordPerfect, với một số tính năng giống hệt nhau.
LibreOffice Writer phát hành dưới giấy phép GNU Lesser General Public License v3.
Như với toàn bộ LibreOffice, Writer có thể được sử dụng trên nhiều nền tảng, bao gồm Linux, FreeBSD, Mac OS X và Microsoft Windows.

## Tính năng
Writer có thể mở và lưu các tài liệu trong một số định dạng, bao gồm Open Document Format 1.2 Extended (ODT là định dạng mặc định của nó), DOC và DOCX của Microsoft Word, RTF và XHTML.
Writer cung cấp một số tính năng, chẳng hạn như tự động hoàn thành từ cho dự đoán văn bản và khả năng xuất ra định dạng PDF.
Các tính năng bao gồm:
- Templates và styles
- Kiểm tra chính tả và ngữ pháp (Hunspell)[6][7]
- Đếm từ và ký tự[8]
- Hỗ trợ AutoFilter cho mỗi trang tính: Giờ đây có thể thiết lập AutoFilter cho mỗi trang tính mà không tự tạo ra tên cơ sở dữ liệu dao động trước khi thiết lập AutoFilterr[9]
- Page-layout methods, including frames, columns, and tables
- Embedding or linking of graphics, spreadsheets, and other objects
- Built-in drawing tools
- Java text rendering replaced by native text rendering which greatly improves readability[9][10]
- The preexisting Java dialogs have been replaced with simpler native dialog boxes.[11]
- Support Color and line styles for the columns and footnote separator lines. This is improving the compatibility of LibreOffice with ODF[9]
- Master documents—to group a collection of documents into a single document
- Change tracking during revisions
- The ability to import and edit PDF files.[12]
- Significantly improved file compatibility when dealing with Microsoft Word as compared to OpenOffice[11]
- Database integration, including a bibliography database
- Export to PDF, including bookmarks
- MailMerge[13]
- Equation editor (LibreOffice Math)[14]
- Scriptable and Remote Controllable via the UNO API
- Indexing
- AutoCorrect
- AutoComplete
- Selection of non-consecutive items in Add Mode[15]

## Release history
Các phiên bản LibreOffice Writer gồm có:
| Ngày phát hành | Phiên bản | Ghi chú |
| -------------- | --------- | --- |
| 25/1/2011      | 3.3       | - Import of MS Works documents now possible. - SVG import into Writer is now possible. - Many WordPerfect import improvements. |
| 3/6/2011       | 3.4       | - New gradient / drop-shadow to highlight writer pages, with configurable colors in the options. - Text rendering has been improved as text is now drawn via Cairo with the same subpixeling options as other Cairo-using apps. |
| 14/2/2012      | 3.5       | - Better user interface for header/footer handling. Easily add header or footers. - Faster built-in grammar checking. - Custom Shapes import was greatly enhanced, many bugs were fixed and new presets implementation added. - Import filter for Microsoft Visio documents. |
| 12/8/2012      | 3.6       | - Support for contextual spacing - Support for importing Smart Art - Word count (whole document and selection) in status bar - Shows Text Boundaries depending on the choice of display unprintable characters |
| 7/2/2013       | 4.0       | - Support for comments to text ranges in Writer - Import ink annotations from DOCX and RTF documents - Various DOCX improvements |
| 25/7/2013      | 4.1       | - Images embedded in writer can now be rotated easily in 90 degree increments - Embedding fonts in a Writer document - Writer textframes now support having a gradient as background |
| 30/1/ 2014     | 4.2       | - format one or more characters with a border - Writer can now create DOT files - DOCX Interoperability: Numerous significant improvements to interoperability with Microsoft Word's DOCX format |
| 30/7/2014      | 4.3       | - Character limitation raised from 65,535 to 2,147,483,647 - Minor user interface improvements - Ability to print comments in margins |
| 29/1/2015      | 4.4       | - Substantial user interface improvements - Ability to digitally sign PDF files during the exporting process - AutoCorrect improvements - Improved track changes functions |
| 5/8/2015       | 5.0       | - Tương thích Windows 10 - Emoji and in-word replacement support - Style previews in the sidebar - Microsoft Word compatible text highlighting - Crop an image with mouse - Improved displayed page number calculation - Additional table management features - Toolbar improvements - File import improvements (.doc,.rtf, improved support for OOXML documents) - Drag and drop ảnh trên Mac OS X - Optional RSIDs - Bổ sung tính năng LibreLogo |
| 10/1/ 2016     | 5.1       | - Cải tiến giao diện người dùng - Cải tiến khả năng tương tác với các định dạng độc quyền - Cải tiến để truy cập file từ xa - Nhúng mail/merge data source vào tài liệu - Changes to Widow/Orphan and speller dialogue defaults - Ẩn tùy chọn khoảng trắng (trong chế độ xem trang đơn) - Chuyển đến trang mong muốn trong chế độ xem trước khi in                                                                                                 |